# Max Kolonko
Max Kolonko est un journaliste, écrivain et éditorialiste américano-polonais qui a été par le passé correspondant à la Maison-Blanche. Il est également le fondateur de la chaîne Youtube MaxTV, dans laquelle il propose des analyses des dernières actualités politiques. Son public est majoritairement polonais mais également anglophone, puisque chacune de ses revues sont accompagnées d'un sous-titrage anglais. Il vit actuellement à New York et est contributeur au Huffington Post. Le 4 Juillet 2020, en pleine élection présidentielle en Pologne, il s'auto-proclame président de la République Polonaise.